# 11759 Sunyaev
11759 Sunyaev (4075 P-L) là một tiểu hành tinh vành đai chính.